# Ligne Nishikigawa Seiryū
La ligne Nishikigawa Seiryū (錦川清流線, Nishikigawa Seiryū-sen) est une ligne ferroviaire exploitée par la compagnie privée Nishikigawa Tetudou à Iwakuni, dans la préfecture de Yamaguchi au Japon. Elle relie la gare de Kawanishi à celle de Nishikichō.

## Histoire
La ligne Gannichi a été ouverte le 1er novembre 1960 par la Japanese National Railways entre Kawanishi et Kawayama et prolongée à Nishikichōen 1963. Le 25 juillet 1987, la ligne est transférée à la compagnie Nishikigawa Tetudou qui la renomme ligne Nishikigawa Seiryū.

## Caractéristiques

### Ligne
Le tracé de la ligne suit le cours du fleuve Nishiki dans le sud-est de la préfecture de Yamaguchi.
- Longueur : 32,7 km
- Ecartement : 1 067 mm
- Nombre de voies : Voie unique

### Interconnexion
A Kawanishi, les trains continuent sur la ligne Gantoku jusqu'à la gare d'Iwakuni.

### Liste des gares
La ligne comporte 13 gares.
| Gare                | Nom japonais | Distance (km) | Correspondances                             | Localisation |
| ------------------- | ------------ | ------------- | ------------------------------------------- | ------------ |
| Kawanishi (ja)      | 川西         | 0             | JR West : Gantoku (interconnexion)          | Iwakuni      |
| Seiryū-Shin-Iwakuni | 清流新岩国   | 3,9           | JR West : Sanyō Shinkansen (à Shin-Iwakuni) | Iwakuni      |
| Shuuchi-Kasagami    | 守内かさ神   | 5,4           |                                             | Iwakuni      |
| Minami-Gōchi        | 南河内       | 8,6           |                                             | Iwakuni      |
| Yukaba              | 行波         | 11,2          |                                             | Iwakuni      |
| Kita-Gōchi          | 北河内       | 13,9          |                                             | Iwakuni      |
| Mukuno              | 椋野         | 17,7          |                                             | Iwakuni      |
| Naguwa              | 南桑         | 20,8          |                                             | Iwakuni      |
| Seiryū-Miharashi    | 清流みはらし | 22,5          |                                             | Iwakuni      |
| Nekasa              | 根笠         | 23,5          |                                             | Iwakuni      |
| Kawayama            | 河山         | 27,9          |                                             | Iwakuni      |
| Yanaze              | 柳瀬         | 31,0          |                                             | Iwakuni      |
| Nishikichō          | 錦町         | 32,7          |                                             | Iwakuni      |